# Stancho Kolev
Pour les articles homonymes, voir Kolev.
Stancho Ivanov Kolev (bulgare : Станчо Иванов Колев) est un lutteur bulgare né le 11 avril 1937. Il est spécialisé en lutte libre.

## Palmarès

### Jeux olympiques
- Médaille d'argent dans la catégorie des moins de 63 kg en 1960 à Rome
- Médaille d'argent dans la catégorie des moins de 63 kg en 1964 à Tokyo

### Championnats du monde
- Médaille d'argent dans la catégorie des moins de 63 kg en 1959 à Téhéran
- Médaille d'argent dans la catégorie des moins de 63 kg en 1965 à Manchester
- Médaille de bronze dans la catégorie des moins de 63 kg en 1963 à Sofia